# A2G
Albums de Blackalicious
Melodica
(1994) Nia
(1999)
A2G est un EP de Blackalicious, sorti le 22 juin 1999.
L'opus partage trois titres (A to G, Deception et Making Progress) avec l'album studio publié quelques mois plus tard, Nia.

## Liste des titres
| No | Titre                                                 | Contient un (des) sample(s) de | Durée |
| -- | ----------------------------------------------------- | --- | ----- |
| 1. | A to G                                                | I Walk on Gilded Splinters de Johnny Jenkins No One, but the Lord de Dannie Belles Jump Around de House of Pain Vocab (Refugee Hip Hop Remix) des Fugees Wailin' d'OutKast Big Trax de J.V.C. F.O.R.C.E. Ain't No Half-Steppin' de Big Daddy Kane Ya Mama de The Pharcyde Ill Vibe de Busta Rhymes featuring Q-Tip Best Kept Secret de Diamond D Afro Connections at a Hi-5 (In the Eyes of a Hoodlum) de De La Soul The Lump Lump de Sadat X 3-2-1 d'Organized Konfusion | 2:27  |
| 2. | Clockwork                                             | Begin the World Again de Ray Manzarek Hit 'Em With This d'Hurby's Machine et Antoinette | 4:31  |
| 3. | Rock the Spot                                         | ATLiens d'OutKast California Love de 2Pac featuring Dr. Dre et Roger Troutman J'L's Ego de John Blair Check the Technique de Gang Starr Change the Beat (Female Version) de Beside New York, New York de Grandmaster Flash and The Furious Five Princess of the Posse de Queen Latifah AJ Scratch de Kurtis Blow Microphone Fiend d'Eric B. & Rakim Hold It Now, Hit It des Beastie Boys Rock Box de Run–D.M.C. Just Hangin' Out de Main Source I'm Still #1 des Boogie Down Productions B Side Wins Again de Public Enemy You're a Customer d'EPMD Just Rhymin' With Biz de Big Daddy Kane featuring Biz Markie | 4:20  |
| 4. | Back to the Essence                                   | | 3:33  |
| 5. | Deception                                             | | 4:36  |
| 6. | Making Progress                                       | | 3:12  |
| 7. | Alphabet Aerobics (The Cut Chemist 2½ Minute Workout) | Breakthrough d'Isaac Hayes | 2:13  |